# Claude Bertrand (astronome)
Pour les articles homonymes, voir Claude Bertrand et Bertrand.
Claude Philippe Bertrand, né le 12 octobre 1757 à Autun et mort au cap de Bonne-Espérance en avril 1792, est un géographe et astronome français.

## Biographie
Bertrand se distingua de bonne heure par ses dispositions pour les sciences et les lettres. Charmé de son mérite, l’évêque d’Autun, l’envoya continuer ses études en Sorbonne, où il fut reçu bachelier en théologie en 1779. Après qu’il eut embrassé l’état ecclésiastique, il enseigna au collège d'Autun où il eut Napoléon pour élève.
Nommé vicaire à Braux, son goût pour l’astronomie lui avait attiré déjà plusieurs réprimandes de la part de son curé, lorsqu’en 1782, l’abbé Fabarel, grand chantre de la Sainte-Chapelle de Dijon, le fit venir dans cette ville et mit à sa disposition l’observatoire qu’il avait récemment établi dans la tour du logis du roi.
Sur la recommandation de son protecteur, l’abbé Bertrand y fut pourvu de la chaire de physique au collège des Godrans où il ne tarda pas à déployer un talent très remarquable, enseignant également les mathématiques et l’astronomie. Admis comme associé à l’académie de Dijon le 23 janvier 1783, il seconda Guiton de Morveau dans ses travaux aérostatiques et il l’accompagna, le 23 avril 1784, dans son voyage aérien, le cinquième dans l’histoire de cette science alors nouvelle.
Dès 1786, il avait déterminé la position des principales villes de Bourgogne : il réduisit les étoiles du catalogue de Mayer et commença le calcul de leurs longitudes (Connaissance des temps pour l’année 1787). Il observa, le 25 juin 1787, l’éclipse dont les astronomes de Paris n’avaient pu voir que le commencement, et adressa ses Tables astronomiques à l’usage de l’Observatoire de Dijon à Lalande, avec lequel il était en correspondance depuis plusieurs années (Mémoires de l’Académie royale des sciences.). Cassini le plaçait parmi les premiers scientifiques d’Europe.
Ayant refusé de prêter, en 1791, serment à la constitution civile du clergé, Lalande le fit, à sa sollicitation, admettre comme astronome au nombre des savants qui devaient accompagner d’Entrecasteaux dans son voyage à la recherche de la Pérouse.
Arrivé au cap de Bonne-Espérance, le 17 janvier 1792, Bertrand donna sa démission à raison du mauvais état de sa santé et fut remplacé par M. de Rossel. Malgré sa faiblesse, il gravit au sommet de la montagne de la Table pour en mesurer la hauteur et faire des observations météorologiques. En descendant, il tomba de rocher en rocher de plus de 15 mètres de hauteur. Aucune de ses blessures ne se trouva dangereuse et d’Entrecasteaux, en quittant le cap, se félicita de n’avoir pas eu la douleur de voir périr un de ses compagnons au début de son expédition.
L’abbé Bertrand conservait lui-même l’espoir de se rétablir assez promptement. Le 1er mars, il écrivit à Lalande qu’il se rembarquerait pour la France à la première occasion, et qu’en attendant, il allait employer le temps de sa convalescence à faire la réduction et le calcul de ses observations, mais son mal empira et l’emporta.
Les recueils de l’Académie de Dijon de 1784-90, contiennent de Bertrand des mémoires, des rapports, des observations physiques et astronomiques, parmi lesquelles on distingue ses Considérations sur les étoiles fixes, imprimées séparément, Dijon, 1780, in-8°, et l’ÉIoge de Queneau de Montbéliard, que Lalande trouve plein de sentiment et de goût.
Il a publié séparément : Table astronomique à l’usage de l’observatoire de Dijon, Dijon, 1786, in-8°. Le volume IV du Supplément à l'Encyclopédie de Diderot et D’Alembert lui doit un article sur le sinus, corrigeant celui de D'Alembert.
Lalande lui a consacré une page dans la Biographie astronomique, p. 725.

#### Source
- Joseph-François Michaud, Louis-Gabriel Michaud, Biographie universelle, Paris, C. Desplaces, t. 4, 1854, p. 186-187.

#### Référence
- Hélène Richard, « L’Abbé Bertrand, professeur d’astronomie au Collège de Dijon », Annales de Bourgogne, n° 51, 1979, p. 98-109